# Tinus ursus
Tinus ursus är en spindelart som beskrevs av James E. Carico 1976. Tinus ursus ingår i släktet Tinus och familjen vårdnätsspindlar. Inga underarter finns listade i Catalogue of Life.